# Roy Spencer (scienziato)
Roy Warren Spencer (20 dicembre 1955) è un climatologo statunitense, Ricercatore Scientifico Principale presso l'Università dell'Alabama a Huntsville (UAH) e leader del Gruppo di Ricerche statunitensi per l'Advanced Microwave Scanning Radiometer (AMSR-E) del progetto della NASA Aqua satellite..
Ha prestato servizio come Scienziato senior per gli studi sul clima presso il Marshall Space Flight Center della NASA.
Egli è noto per il suo lavoro sulle misure satellitari di temperatura, svolto in collaborazione con il collega John Christy, per il quale ha ottenuto uno speciale riconoscimento dalla Società Americana di Meteorologia.

## Formazione e carriera
Spencer ottenne il B.A. in Scienza dell'atmosfera dall'Università del Michigan nel 1978 e il M.S., seguito dal Ph.D. in meteorologia dall'Università del Wisconsin-Madison, rispettivamente nel 1980 e nel 1982. La sua tesi di dottorato era intitolata: A case study of African wave structure and energetics during Atlantic transit.
Dopo il conseguimento del Ph.D. nel 1982, Spencer lavorò per due anni nel Centro di Ingegneria e Scienza dello Spazio presso. Entrò quindi nel 1984 come scienziato ospite nel Marshall Space Flight Center della NASA ove divenne successivamente Scienziato senior per gli studi sul clima. Dopo aver lasciato la NASA nel 2001, Spencer è stato Principale Ricercatore Scientifico presso l'Università dell'Alabama a Huntsville (UAH). Pur nella sua posizione presso la UHA, Spencer è attualmente lo scienziato-capo del gruppo di studio per l'Advanced Microwave Scanning Radiometer (AMSR-E) NASA's Aqua satellite, una posizione che ha tenuto fin dal 1994.
Nel 2001 ha progettato un algoritmo per scoprire i cicloni tropicali e valutare la loro massima velocità del vento, utilizzando l'Advanced Microwave Sounding Unit (AMSU).
Spencer è stato membro di numerosi gruppi scientifici: Tropical Rainfall Measuring Mission (TRMM), Space Station Accommodations Analysis Study Team, Science Steering Group for TRMM, TOVS Pathfinder Working Group, NASA Headquarters Earth Science and Applications Advisory Subcommittee, e due conferenze di studio del National Research Council (NRC).
È uno dei consiglieri di amministrazione dell'Istituto George C. Marshall,
e della Cornwall Alliance for the Stewardship of Creation.
I lavori di ricerca di Spencer vengono finanziati dalla NASA, dal National Oceanic and Atmospheric Administration, dal Dipartimento dell'Energia degli Stati Uniti d'America (DOE) e dal Dipartimento dei Trasporti degli Stati Uniti d'America (DOT).

## Revisione degli articoli sui mutamenti climatici

### Controreazione delle nuvole
Nel 2007, insieme ad altri, Spencer pubblicò un articolo sulla rivista Geophysical Research Letters a proposito della "controreazione delle nuvole" nei tropici, che, potenzialmente, sostiene l'"Ipotesi Iris" di Richard Lindzen. Secondo quest'ultima, al riscaldarsi dell'atmosfera tropicale corrisponde una diminuzione della copertura del cielo da parte dei cirri nuvolosi, il che consente al calore della radiazione infrarossa di uscire dall'atmosfera verso lo spazio, raffreddando l'atmosfera. Spencer affermò: 
«Per dare un'idea di quanto intenso sia questo accresciuto meccanismo di raffreddamento, se agisse sul riscaldamento globale, esso ridurrebbe il riscaldamento futuro stimato di oltre il 75 per cento. [...] Proprio ora, tutti i modelli climatici prevedono che le nuvole amplifichino il riscaldamento. Io scommetto che se le nuvole dei modelli climatici si comportassero nel modo in cui vediamo che si comportano queste nuvole in natura, si ridurrebbe l'entità dei mutamenti climatici, che i modelli prevedono per i prossimi decenni.»

### Formazione delle nubi e mutamento delle temperature
Nel 2008 Spencer e William Braswell pubblicarono un articolo sul Journal of Climate nel quale proponevano l'idea secondo cui la naturale variazione nel modo in cui le nuvole si formano potrebbe realmente causare i mutamenti termici, piuttosto che altri modi, e potrebbero anche portare a sovrastimare la sensibilità del clima terrestre all'immissione di gas serra da parte dell'uomo. Spencer ha affermato:
«Il nostro articolo è un passo importante verso la convalida di un'idea istintiva che molti meteorologi come io stesso hanno avuto nel corso degli anni, [...] che il sistema climatico è dominato da un processo stabilizzante, invece che da uno destabilizzante – cioè controreazione invece di reazione amplificatrice.»

### Energia persa nello spazio riguardo ai modelli climatici
Nel 2011 Spencer e Braswell pubblicarono un articolo su Remote Sensing nel quale concludevano che viene irradiata nello spazio più energia e rilasciata prima di quanto si pensava in precedenza. Spencer sosteneva:
«Le osservazioni dei satellite suggeriscono che vi sia molta più energia dispersa nello spazio durante e dopo il riscaldamento di quanto mostrano I modelli. Vi è una forte discrepanza fra i dati e le previsioni, che è particolarmente rilevante sugli oceani.»
L'articolo venne criticato dalla corrente prevalente degli scienziati del clima. Kerry Emanuel, del Massachusetts Institute of Technology, disse che questo articolo era cauto e non puntualizzava sufficientemente i problemi delle previsioni sulla controreazione termica.
Il redattore capo di Remote Sensing, Wolfgang Wagner, più tardi rassegnò le dimissioni per la pubblicazione di Spencer e Braswell (2011), sostenendo: «Da un punto di vista meramente formale, non vi furono errori nel procedimento di revisione [dell'articolo]. [...] il problema che io rilevo nell'articolo di Spencer e Braswell non è quello di aver esposto un punto di vista minoritario [...] ma che esso ha sostanzialmente ignorato le argomentazioni scientifiche dei suoi oppositori. Questo aspetto non fu rilevato nel procedimento di revisione dell'articolo, il che spiega perché io sento che la sua pubblicazione era sostanzialmente inaccettabile». Wagner aggiunse che lui «gradirebbe anche rivolgere una personale lamentela per come gli autori dell'articolo e quelli che come loro sono scettici sul clima abbiano esagerato le conclusioni cui giunge l'articolo in una pubblica dichiarazione».
Spencer rispose che le asserzioni di Wagner erano del tutto imprecise e che, invece, «l'articolo era precisamente diretto [a confutare] gli argomenti scientifici dei nostri oppositori, e mostrava di quanto essi si sbagliassero! Questo era il punto di partenza dell'articolo! Noi abbiamo argomentato con specifiche, numeri e calcoli…mentre i nostri critici utilizzano solo genericità e discorsi. Non vale la pena, per quanto posso vedere, di discutere. Chi ha qualche base di fisica e di trasmissioni, legga le evidenze che noi presentiamo, l'articolo al quale noi stiamo rispondendo, e decida lui stesso».
Andrew Dessler pubblicò, in seguito, su Geophysical Research Letters, un articolo contrario alle dichiarazioni di Spencer e Braswell (2011).

## Punti di vista

### Mutamenti climatici
Spencer è firmatario di An Evangelical Declaration on Global Warming (Una dichiarazione evangelica sul riscaldamento globale), che afferma che «La terra ed il suo ecosistema – creati dall'intelligente disegno ed infinita potenza di Dio e sostenuti dalla Sua fedele provvidenza – sono robusti, resistenti, autoregolantisi ed autocorreggentisi». Egli crede che gran parte dei cambiamenti climatici siano naturali all'origine, il risultato di cambiamenti di lungo termine nella irradiazione della terra e che l'emissione antropogenica di gas serra abbia causato qualche cambiamento, ma che la sua influenza sul riscaldamento sia piccola in confronto alle naturali, interne, caotiche fluttuazioni nella copertura media globale delle nuvole.
Nel 2006 Spencer criticò il documentario di Al Gore Una scomoda verità (An Inconvenient Truth), dicendo: «Per esempio, Mr. Gore sostiene che la terra è oggi più calda di quanto lo sia stata in migliaia di anni. Già l'ultimo rapporto dell'Accademia nazionale delle scienze degli Stati Uniti (NAS) in argomento ha ora riconosciuto che ciò noi effettivamente sappiamo è che oggi è più caldo di quanto lo fosse negli ultimi 400 anni, il che è in gran parte dovuto alla piccola era glaciale.»
In una colonna di opinione del New York Post del 26 febbraio 2007, Spencer ha scritto:
«Contrariamente alla credenza popolare, molto pochi scienziati – forse nessuno – ha un quadro di sufficientemente approfondita comprensione del sistema climatico, sul quale fare affidamento per una previsione sulle dimensioni del riscaldamento globale. Per il pubblico, noi tutti possiamo sembrare esperti, ma gran parte del nostro lavoro è solo una piccola porzione del problema.»

In un'intervista del 28 febbraio 2007 al talk show conservatore condotto da Rush Limbaugh Spencer ha affermato di non credere che ci sarà un riscaldamento globale catastrofico di origine antropogenica. Egli ha anche criticato i modelli climatici, dicendo che:
«Coloro che hanno costruito i modelli climatici che prevedono un riscaldamento globale credono che essi contengano sufficienti cognizioni di fisica da poter prevedere il futuro. Io non lo credo. Io credo che il sistema climatico, il tempo così com'è oggi nel mondo reale mostri una stabilità che non si trova nei loro modelli.» Roy Spencer si trova anche in un film-documentario, che argomenta contro la teoria del riscaldamento globale provocato dall'uomo, dal titolo The Great Global Warming Swindle. (La truffa del grande riscaldamento globale).
Egli testimoniò di fronte al Waxman committee's examination of political interference with climate science il 19 marzo 2007.
Spencer ha pubblicato due libri sui mutamenti del clima: nel 2008, Climate Confusion: How Global Warming Hysteria Leads to Bad Science, Pandering Politicians and Misguided Policies that Hurt the Poor (Confusione sul clima: come l'isterismo sul riscaldamento globale porta a cattiva scienza, ricerca di consenso politico, politiche fuorvianti che danneggiano i poveri) e nel 2010, The Great Global Warming Blunder: How Mother Nature Fooled the World's Top Climate Scientists (Il grosso errore del grande riscaldamento climatico: Come madre Natura ha preso in giro i più grandi scienziati del mondo sul clima).
Il 18 luglio 2013, nel corso di una conferenza dal titolo Cambio climatico, sta accadendo adesso, organizzato dal Comitato per l'Ambiente ed i Lavori Pubblici, della senatrice U.S.A. Barbara Boxer, Spencer suggerì che il titolo della conferenza avrebbe dovuto esser cambiato in Cambio climatico, è già accaduto in precedenza. Agli aggiunse, alla presenza della senatrice, che: «Gli ultimi 2000 anni di variazioni approssimate della temperatura per l'emisfero terrestre settentrionale mostrano che il moderno periodo di caldo (oggi) non è significativamente diverso dal periodo caldo del medioevo di ~1000 anni fa, o del periodo romano di caldo di ~2000 anni fa.».

### Progetto intelligente
Sul TCS Daily, Spencer scrisse:
«Venti anni fa, come scienziato PhD, ho intensamente studiato la controversia fra l'evoluzionismo ed il disegno intelligente per circa due anni. Infine, a dispetto della mia precedente accettazione della teoria evoluzionista come fatto, mi resi conto che il disegno intelligente, come teoria sulle origini, non è più religioso né meno scientifico dell'evoluzionismo. Nella comunità scientifica, non sono il solo. Vi sono molti bei libri in materia. Curiosamente, la maggior parte dei libri è stata scritta da scienziati che hanno perso la loro fiducia nell'evoluzionismo da adulti, dopo aver applicato gli strumenti analitici appresi nei college.»
Nel libro The Evolution Crisis, Spencer scisse: «Mi sono infine convinto che la teoria della creazione ha in effetti migliori fondamenti scientifici che quella dell'evoluzionismo, poiché il modello di creazione era effettivamente meglio in grado di spiegare la complessità fisica e biologica del mondo. [...] La scienza ci ha sbalordito con le sue numerose scoperte e progressi, ma ha sbattuto contro un muro nel tentative di sbarazzarsi della necessità di un creatore e progettista»
Il climatologo Patrick Michaels ha difeso Spencer, sostenendo che la sua fede religiosa non ha nulla a che vedere con le sue ricerche sui mutamenti climatici

## Riconoscimenti
- 1989 - Marshall Space Flight Center Center Director's Commendation[1][2]
- 1990 - Alabama House of Representatives Resolution #624[2]
- 1991 - NASA Exceptional Scientific Achievement Medal (with John Christy)[1][2]
- 1996 - American Meteorological Society Special Award "for developing a global, precise record of earth's temperature from operational polar-orbiting satellites, fundamentally advancing our ability to monitor climate." (with John Christy)[1][2][38]

## Selezione di pubblicazioni

### Articoli
- (EN) Roy W. Spencer, Star Search, su ideasinactiontv.com, TCS Daily, 30 giugno 2006. URL consultato il 23 gennaio 2014 (archiviato dall'url originale il 1º febbraio 2014).
- (EN) Roy W. Spencer, World warms to Kyoto, but research will save the day, USA Today, 16 gennaio 2005.
- (EN) Roy W. Spencer, NOT THAT SIMPLE - GLOBAL WARMING: WHAT WE DON'T KNOW, New York Post, 26 febbraio 2007.
- (EN) Roy W. Spencer, More Carbon Dioxide, Please, su nationalreview.com, National Review, 1º maggio 2008.

### Testi
- (EN) Roy W. Spencer, Climate Confusion: How Global Warming Hysteria Leads to Bad Science, Pandering Politicians and Misguided Policies that Hurt the Poor, Encounter Books, 2008, ISBN 1-59403-210-6.
- (EN) Roy W. Spencer, The Great Global Warming Blunder: How Mother Nature Fooled the World's Top Climate Scientists, Encounter Books, 2010, ISBN 1-59403-373-0. URL consultato il 23 gennaio 2014 (archiviato dall'url originale il 14 settembre 2012).
- (EN) Roy W. Spencer, The Bad Science and Bad Policy of Obama's Global Warming Agenda, Encounter Books, 2010, ISBN 1-59403-482-6 (archiviato dall'url originale il 18 luglio 2012).

### Articoli pre controllati
- (EN) Roy W. Spencer; John R. Christy, Precise Monitoring of Global Temperature Trends from Satellites, in Science, vol. 247, n. 4950, 1990,  pp. 1558-1562, Bibcode:1990Sci...247.1558S, DOI:10.1126/science.247.4950.1558, PMID 17782811.
- (EN) Roy W. Spencer; William D. Braswell, Cloud and radiation budget changes associated with tropical intraseasonal oscillations, in Geophysical Research Letters, vol. 34, n. 15, 2007,  p. L15707, Bibcode:2007GeoRL..3415707S, DOI:10.1029/2007GL029698. URL consultato il 23 gennaio 2014 (archiviato dall'url originale l'11 maggio 2011).
- (EN) Roy W. Spencer; William D. Braswell, Potential Biases in Feedback Diagnosis from Observational Data: A Simple Model Demonstration, in Journal of Climate, vol. 21, n. 21, 2008,  pp. 5624-5628, Bibcode:2008JCli...21.5624S, DOI:10.1175/2008JCLI2253.1.
- (EN) Roy W. Spencer; William D. Braswell, On the diagnosis of radiative feedback in the presence of unknown radiative forcing, in Journal of Geophysical Research, vol. 115, D16, 2010,  p. D16109, Bibcode:2010JGRD..11516109S, DOI:10.1029/2009JD013371. URL consultato il 23 gennaio 2014 (archiviato dall'url originale il 22 novembre 2012).
- (EN) Roy W. Spencer; William D. Braswell, On the Misdiagnosis of Surface Temperature Feedbacks from Variations in Earth's Radiant Energy Balance, in Remote Sensing, vol. 3, n. 8, 2011,  pp. 1603-1613, Bibcode:2011RemS....3.1603S, DOI:10.3390/rs3081603.